# École nationale supérieure d'électricité et mécanique
Pour les articles homonymes, voir ENSEM.
 (août 2018).
L’École Nationale Supérieure d'Électricité et de Mécanique (ENSEM) (arabe : المدرسة الوطنية العليا للكهرباء والميكانيك) est l'une des écoles d’ingénieurs marocaines située à Casablanca fondée en 1986 et rattachée à l'Université Hassan II de Casablanca.
L’ENSEM est membre fondateur de la Fédération européenne des écoles d'ingénieurs de l'automobile et des transports (FEEIAT). Ses élèves et anciens élèves sont appelés les « ENSEMiens ».

## Principales missions
L’École nationale supérieure d'électricité et de mécanique forme des ingénieurs de haut niveau scientifique, technique et managériale capables de mener à bien des projets et des missions dans le monde de l'entreprise ou celui de la recherche dans les domaines du Génie Électrique, Génie Mécanique, Génie Industriel et Génie Informatique.

## Formation initiale

### Cursus ingénieur

#### Admission
Le recrutement des élèves-ingénieurs est majoritairement basé sur les classes préparatoires scientifiques (filières MP, PSI et TSI) par la voie du concours national commun (CNC). L'école réserve également quelques places pour les meilleurs candidats issus du DUT sur base d'une étude de dossier ainsi que pour les candidats universitaires ayant un DEUG, DEUT ou une Licence sur base d'un concours écrit.

#### Spécialités
L'ENSEM délivre un diplôme d'ingénieur en 11 spécialités, chacune rattachée à un département :
| Génie électrique               | Génie Électrique, Digitalisation des Processus Industriels (GEDPI) | Génie Électrique, Systèmes Embarqués et Télécommunications (GESET) | Génie des Systèmes Électriques (GSE) | Génie Électrique, Contrôle Automatique des Procédés Industriels (GECAPI) |
| Génie mécanique                | Génie des Systèmes Mécaniques (GSM) Conception Mécanique et Production Intégrée (CMPI) Qualité, Maintenance et Sécurité Industrielle (QMSI) Génie plasturgie pour l'aéronautique et l'automobile (GP2A) |                                                                    |                                      |                                                                          |
| Génie informatique             | Génie Logiciel et Digitalisation |                                                                    |                                      |                                                                          |
| Génie industriel et logistique | Management Industriel Logistique |                                                                    |                                      |                                                                          |

#### Programmes d'échange
L'ENSEM dispose de plusieurs partenariats d'échange académique avec de grandes écoles d'ingénieurs et universités internationales. Offrant ainsi à ses élèves-ingénieurs les plus méritants la possibilité de poursuivre leurs études à l'étranger :
- CentraleSupélec (Cursus Supélec)
- Ensimage - Grenoble INP
- ENSEIRB-MATMECA - Bordeaux INP
- ENSEM - Lorraine INP
- INSA Lyon
- UTC
- UTBM
- Université Laval

### Doctorat
L'ENSEM dispense des formations doctorales dans trois disciplines :
- Génie Électrique
- Génie Mécanique
- Génie Informatique
- Génie industriel et logistique

## Recherche
L’ENSEM compte quatre laboratoires de recherche :
- Laboratoire Informatique des Systèmes et Énergies Renouvelables (LISER)
- Laboratoire Technologies de Constructions et des Systèmes Industriels (LTCSI)
- Laboratoire Contrôle et Caractérisation Mécanique des Matériaux et Structure (LCCMMS)
- Laboratoire Réseaux, Informatique, Télécommunications et Multimédia (RITM)

## Anciens étudiants
- Mohamed Ghazali (ENSEM '96), Secrétaire général du ministère de l’Énergie, des Mines et du Développement durable[1].